# Eric Magnusson
Eric Magnusson, född 20 oktober 1897 i Klara församling i Stockholm, död 4 juni 1973 i Katarina församling i Stockholm, var en svensk skådespelare och sångare.
Utbildad vid bland annat Ernst Rolfs Revyteater. Son till köpman Johan Magnuson i Gamla stan och Johanna Gustafsson (Anell) från Bie.
Eric Magnusson är begravd på Norra begravningsplatsen utanför Stockholm.

## Filmografi
- 1953 – Kungen av Dalarna
- 1952 – Kalle Karlsson från Jularbo
- 1951 – Poker
- 1947 – Tösen från Stormyrtorpet
- 1945 – Kungliga patrasket
- 1943 – Ombyte av tåg
- 1943 – Katrina
- 1943 – Aktören
- 1942 – General von Döbeln
- 1941 – Göranssons pojke
- 1939 – Mot nya tider
- 1936 – Kungen kommer
- 1934 – Sången om den eldröda blomman
- 1921 – Högre ändamål

## Teater

### Roller
| År   | Roll                 | Produktion                           | Regi          | Teater                        |
| ---- | -------------------- | ------------------------------------ | ------------- | ----------------------------- |
| 1932 | Helge Malm, typograf | Jag gifta mig – aldrig Ernst Fastbom | Ernst Fastbom | Folkets hus teater            |
| 1932 |                      | Nicklasson & Co. Ernst Berge         | Ludde Gentzel | Vanadislundens friluftsteater |